# Список глав государств в 1785 году
| 1784 ← Список глав государств по годам → 1786 |

## Азия
- Абхазское княжество — Келеш-бей, князь[англ.] (ок. 1780—1808)
- Азербайджан — 
  -  Ардебильское ханство — Назар Али, хан (1763—1792)
  -  Бакинское ханство — Мирза Мухаммед II, хан (1784—1791)
  -  Гянджинское ханство — Хаджи-бек, хан (1784—1786)
  -  Джавадское ханство — Тала Хасан, хан (1750—1789)
  -  Карабахское ханство — Ибрагим Халил, хан (1763—1806)
  -  Карадагское ханство — Неджефкули, хан (1783—1786)
  -  Кубинское ханство — Фатали, хан (1758—1789)
  -  Нахичеванское ханство — Джафар Кули, хан (1783—1787)
  -  Талышское ханство — Сеид Джамаледдин, хан (1747—1786)
  -  Шекинское ханство — Мухаммед Хасан, хан (1783—1795, 1797—1805)
  -  Ширванское ханство — Агаси, хан (1763/1765—1768, 1774—1786)
- Бруней — Мухаммад Таджуддин, султан (1778—1807)
- Бутан — Друк Тенцин, друк дези (1768—1792)
- Великих Моголов империя — Шах Алам II, падишах (1760—1788, 1788—1806)
- Грузинское царство — 
  -  Гурийское княжество — Георгий V Гуриели, князь (1756—1758, 1765—1771, 1776—1788)
  -  Имеретинское царство — Давид II, царь (1784—1789)
  -  Картли-Кахетинское царство — Ираклий II, царь (1762—1798)
  -  Мегрельское княжество — Кация II Дадиани, князь (1757—1788)
- Дайвьет — Ле Хьен-тонг, император (1740—1786)
- Дербентское ханство — Фатали, хан (1765—1789)
- Дирийский эмират — Абдул-Азиз ибн Мухаммад, эмир (1765—1803)
- Дурранийская империя — Тимур-Шах Дуррани, шах (1772—1793)
- Индия —
  - Аджайгарх — Гуман Сингх, раджа (1765—1792)
  - Алвар — Партап Сингх, раджа (1770—1791)
  - раджа — Пратап Сингх I, рана (1765—1818)
  - Амбер (Джайпур) — Пратап Сингх, Махараджа савай (1778—1803)
  - Араккал[англ.] — Биби Джунумабе II, али раджа[англ.] (1777—1819)
  - Аркот (Карнатака) — Мухаммад Али-хан Валладжах, наваб (1749—1795)
  - Ахом — Сухитпангфаа, махараджа[англ.] (1780—1795)
  - Баони — Гази уд-Дин Хан Ферозе Джанг III, наваб (1784—1800)
  - Бансвара — Притхви Сингх, раджа (1747—1786)
  - Барвани — Умед Сингх, рана (1760—1794)
  - Барода — Саяджи Рао Гаеквад I, махараджа (1771—1789)
  - Башахра[англ.] — 
    - Удар Сингх, рана[кат.] (1761—1785)
    - Угар Сингх, рана[кат.] (1785—1803)

  - Бенарес — Махипат Нарайян Сингх, раджа (1781—1795)
  - Биджавар — Бир Сингх Део, раджа (1765—1793)
  - Биканер — Гадж Сингх, махараджа[англ.] (1746—1787)
  - Биласпур (Калур) — Махан Чанд, раджа (1778—1824)
  - Бунди — Умаид Сингх, раджа (1749—1770, 1773—1804)
  - Бхавнагар — Вакхатсинхжи Акхераджи, такур сахиб (1772—1816)
  - Бхаратпур — Ранджит Сингх, махараджа (1776—1805)
  - Бхопал — Хайят Мохаммад Хан, наваб (1777—1807)
  - Ванканер — Кесарисинхжи II Раисинхжи, махарана радж сахиб (1784—1787)
  - Гархвал — Прадиумна Шах, махараджа (1785—1804)
  - Гвалиор — Махаджи Шинде, махараджа (1761—1794)
  - Гондал — Кумбходжи II Халоджи, тхакур сахиб (1753—1790)
  - Гулер[англ.] — Пракаш Сингх, раджа[англ.] (1773—1790)
  - Даспалла[англ.] — Макунда Бханк Део Бханж, раджа[англ.] (1775—1795)
  - Датия — Шатружит Сингх, раджа (1762—1801)
  - Девас младшее[англ.] — Садашив Рао I, раджа[англ.] (1774—1790)
  - Девас старшее[англ.] — Кришнаджи Рао I, раджа[англ.] (1754—1789)
  - Джайнтия[англ.] — 
    - Ятра Нарайян, раджа[англ.] (1780—1785)
    - Бижай Нарайян, раджа[англ.] (1785—1786)

  - Джанжира — Джохар Хан, вазир (1784—1789)
  - Джайсалмер — Мульраж II Сингх, махараджа (1762—1820)
  - Джалавад (Дрангадхра) — Джашвантсинхжи Гайсинхжи, сахиб (1782—1801)
  - Дженкантал[англ.] — 
    - Трилочан Сингх, раджа[кат.] (1743—1785)
    - Дайянидхи, раджа[кат.] (1785—1796)

  - Джинд — Гажпат Сингх, раджа (1763—1789)
  - Джхабуа — Бхим Сингх, раджа (1770—1821)
  - Джунагадх — Мухаммад Хамид Ханжи I, наваб (1774—1811)
  - Дхар — Ананд II Павар, рана (1782—1807)
  - Дхолпур — междуцарствие (1784—1804)
  - Дунгарпур — 
    - Шив Сингх, махараджа (1730—1785)
    - Ваири Сал, махараджа (1785—1790)

  - Идар — Шив Сингх, раджа (1753—1791)
  - Индаур — Ахилия Бай, махарани (1767—1795)
  - Камбей — Мухаммед Кули Хан, наваб (1784—1790)
  - Капуртхала — Багх Сингх, махараджа (1783—1801)
  - Караули — Манак Пал, махараджа (1772—1804)
  - Кач — Райядхан III, раджа (1778—1786, 1801—1804, 1813)
  - Кишангарх — Бирад Сингх, махараджа (1781—1788)
  - Кодагу (Коорг)[англ.] — Додда Вира Ражендра, раджа[англ.] (1780—1809)
  - Колхапур — Шиваджи II, раджа (1762—1813)
  - Кота — Умед Сингх I, махараджа (1771—1819)
  - Кочин — Рама Варма VIII, махараджа (1775—1790)
  - Куч-Бихар — Харендра Нарайян, раджа (1783—1839)
  - Ладакх — Цетен Намгьял, раджа[англ.] (1782—1802)
  - Лунавада[англ.] — Дюржан Сингх, рана[англ.] (1782—1786)
  - Майсур — Чамараджа Водеяр IX, махараджа (1776—1796)
  - Малеркотла — Атаулла Хан, наваб (1784—1809)
  - Манди — Сурма Сен, раджа (1781—1788)
  - Манипур — Бхагья Чандра (Чинг-Танг Кхомба), раджа[англ.] (1763—1798)
  - Маратхская империя — Шахуджи II, чхатрапати (император) (1777—1808)
  - Марвар (Джодхпур) — Виджай Сингх, махараджа (1752—1753, 1772—1793)
  - Мевар (Удайпур) — Бхим Сингх, махарана (1778—1828)
  - Морви — Хамирджи Вагхджи, сахиб (1783—1790)
  - Мудхол — Малоджирао III, раджа (1737—1805)
  - Набха — Джашвант Сингх, махараджа (1783—1840)
  - Наванагар — Джасаджи Лакхажи, джам (1767—1814)
  - Нагпур — Мудходжи, регент (1772—1788)
  - Нарсингхгарх — Ачал Сингжи, раджа (1766—1795)
  - Орчха — Викрамаджит Махендра, раджа (1776—1817, 1834)
  - Паланпур — Шир Хан, диван (1781—1788)
  - Панна — 
    - междуцарствие (1779—1785)
    - Дхокал Сингх, раджа (1785—1798)

  - Патиала — Сахиб Сингх, махараджа (1781—1810)
  - Порбандар — Сартанжи II Викматжи, рана (1757—1813)
  - Пратабгарх — Савант Сингх, махарават (1774—1844)
  - Пудуккоттай — Райя Рагхунатха Тондемен, раджа (1769—1789)
  - Раджгарх — Хамир Сингх, рават (1775—1790)
  - Раджпипла — Раисинхжи, махарана (1764—1786)
  - Радханпур — Мухаммад Нажм ад-Дин Хан, наваб (1765—1787)
  - Рампур — Файзулла Хан, наваб (1774—1794)
  - Ратлам — Радам Сингх, махараджа (1773—1800)
  - Рева — Ажит Сингх, раджа (1755—1809)
  - Савантвади — Кхем Савант Бхонсле III, раджа (1755—1803)
  - Саилана — Мокхам Сингх, раджа (1782—1797)
  - Самбалпур[англ.] — Джаянта Сингх, раджа[англ.] (1782—1800, 1817—1818)
  - Сангли — Чинтаман Рао I, раджа (1782—1851)
  - Сирмур — Джагат Пракаш, махараджа (1770—1789)
  - Сирохи — Баири Сал II, раджа (1782—1808)
  - Ситамау — Фатех Сингх, раджа (1752—1802)
  - Сонепур — Притхви Сингх Део, раджа (1781—1841)
  - Сукет — Ранжит Сен, раджа (1762—1791)
  - Танджавур — Тхулджаджи, раджа (1763—1773, 1776—1787)
  - Траванкор — Картхика Тхирунал Рама Варма I (Дхарма Раджа), махараджа (1758—1798)
  - Трипура — 
    - междуцарствие (1783—1785)
    - Раджхар Маникья II, раджа[англ.] (1785—1806)

  - Фаридкот — Мохар Сингх, раджа (1782—1798)
  - Хайдарабад — Асаф Джах II, низам (1762—1803)
  - Хиндол[англ.] — Рам Чандра Сингх, раджа[англ.] (1781—1786)
  - Чамба — Радж Сингх, раджа (1764—1794)
  - Чаркхари — Бикрамажит Сингх, раджа (1782—1829)
  - Чхатарпур — Кунвар Сон Шах, раджа (1785—1816)
  - Шахпура — Бхим Сингх, раджа (1774—1796)
- Индонезия —
  - Аче — Алауддин Муххамад Шах, султан (1781—1795)
  - Бантам — Абу аль-Мафакхир Мухаммад Алиуддин, султан[англ.] (1773—1799)
  - Бачан — Скандар Алам, султан[англ.] (1780—1788)
  - Дели — Гандар Вахид, туанку (1761—1805)
  - Джокьякарта — Хаменгкубувоно I, султан (1755—1792)
  - Ланфан[англ.] — Лоу Лан Пак, президент[англ.] (1777—1795)
  - Мангкунегаран — Мангкунегара I, султан (1757—1796)
  - Понтианак — Абдуррахман Алькадри, султан (1778—1808)
  - Сиак — Аль-Саид аль-Шариф Али Абдул Джалил Зияифуддин Баалави, султан (1784—1810)
  - Сулу — Азим уд-Дин II, султан[англ.] (1763—1764, 1778—1789)
  - Суракарта — Пакубовоно III, сусухунан (1749—1788)
  - Тернате — Ачрал, султан (1781—1796)
  - Тидоре — Патра Алам, султан[англ.] (1784—1797)
- Иран  — 
  - Шахрох, шахиншах (в Хорасане, номинально) (1748—1749, 1750—1796)
  - Али Мурад, шах (1781—1785)
  - Джафар, шах (1785—1789)
- Йемен — 
  - Акраби — Аль-Махди ибн Али аль-Акраби, шейх (1770— 1833)
  - Аудхали — Джабиль ибн Салих, султан (ок. 1780 — ок. 1820)
  - Вахиди — Ахмад бин Хади, султан (1771—1810)
  - Верхняя Яфа — Умар I бин Салих аль-Хархара, султан (ок. 1780 — ок. 1800)
  - Катири — Ахмад ибн Амр аль-Катир, султан (1760—1800)
  - Лахедж — Фадл II ибн Абд аль-Карим, султан (1777—1791)
  - Махра — Тавари I бин Афрар аль-Махри, султан (ок. 1780 — ок. 1800)
  - Нижняя Яфа — Абд аль-Карим ибн Галиб аль-Афифи, султан (ок. 1780 — ок.1800)
  - Фадли — Ахмад II бин Абдаллах I, султан (ок. 1760 — ок. 1789)
- Казахское ханство — 
  - Младший жуз — Нуралы, хан (1748—1786)
  - Средний жуз — Вали (Уали), хан (1781—1819)
- Казикумухское ханство — Мухаммад, хан (1743—1789)
- Камбоджа — междуцарствие (1782—1794)
- Канди — Шри Раджадхи Раджасинха, царь[англ.] (1782—1798)
- Китай (Империя Цин)  — Цяньлун (Хунли), император[англ.] (1735—1796)
- Лаос  — 
  - Вьентьян  — Нантхесан, король (1781—1795)
  - Луангпхабанг  — Суриньявонг II, король (1768—1788)
  - Пхуан  — Сомпху, король (1779—1803)
  - Тямпасак  — Саякумане, король (1737—1791)
- Малайзия — 
  - Джохор — Махмуд Шах III, Султан[англ.] (1770—1811)
  - Кедах — Абдулла Мукаррам, султан[англ.] (1778—1797)
  - Келантан — Лонг Юнус, раджа[англ.] (1763—1795)
  - Негери-Сембилан — Мелевар, ямтуан бесар (1773—1795)
  - Паттани — 
    - Мухаммад, султан (1771—1785)
    - Тенгку Ламидин, султан (1785—1791)

  - Перак — Алааддин Мансур Искандар-шах, султан (1773—1786)
  - Селангор — Ибрагим, султан (1778—1826)
  - Тренгану — Мансур Шах I, султан (1733—1793)
- Мальдивы — Хассан Нураддин I, султан (1779—1799)
- Мьянма (Бирма) — 
  - Йонгве[англ.] — Сао Юн, Саофа[англ.] (1762—1815)
  - Кенгтунг[англ.] — Монг Хсам, саофа[англ.] (1742—1787)
  - Конбаун — Бодопайя, царь (1782—1819)
  - Локсок (Ятсок)[англ.] — Шве И, саофа[англ.] (1763—1790)
  - Могаун[англ.] — 
    - междуцарствие (1775—1785)
    - Йо Пан Кьюнг, саофа[англ.]  (1785—1796)

  - Мокме[англ.] — Хсаи Кхиао, саофа[англ.]  (1767—ок.1800)
  - Сенви[англ.] — Сао Хсве Ченг, саофа[англ.] (1778—1800)
  - Аракан (Мьяу-У) — 
    - Маха Тхаммада, царь[англ.] (1782—1785)
    - в 1785 году завоевано династией Конбаун
- Непал — Рана Бахадур Шах, король (1777—1799)
- Оман — Саид ибн Ахмед, имам (1783—1786)
- Османская империя — Абдул-Хамид I, султан (1774—1789)
- Пакистан — 
  - Бахавалпур — Мухаммад Бахавал Хан II, наваб (1772—1809)
  - Калат — Хусейн Насир I, хан (1749—1794)
  - Лас Бела — Мир-хан I, хан (1776—1818)
  - Синд (династия Талпур) — Фатех Али Хан, мир (1783—1801)
  - Хаирпур — Сохраб Хан, мир (1783—1830)
  - Харан — Десконегутс, мир (1759—1796)
  - Хунза[англ.] — Шах Кисро Хан, мир[англ.] (ок. 1750—1790)
  - Читрал — Шах Хайрулла, мехтар (1761—1788)
- Рюкю — Сё Боку, ван (1752—1794)
- Сиам (Раттанакосин)  — Рама I (Буддха Йодфа Чулалоке), король (1782—1809)
- Сикким — Тэнцзин Намгьял, чогьял (1780—1793)
- Тибет — Джампэл Гьяцо (Далай-лама VIII), далай-лама[англ.] (1762—1804)
- Узбекистан — 
  - Бухарское ханство (эмират) — 
    - Абулгази, хан (1754—1756, 1758—1785)
    - Шахмурад, эмир (1785—1800)

  - Кокандское ханство — Нарбута, хан (1763—1798)
  - Хивинское ханство (Хорезм) — Мухаммад Амин, инак (1770—1790)
- Филиппины — 
  - Магинданао — Кибад Сахрийал, султан (1780—1805)
- Чосон  — Чонджо, ван (1776—1800)
- Япония — 
  - Кокаку, император (1779—1817)
  - Токугава Иэхару, сёгун (1760—1786)

## Америка
- Бразилия — Луиш де Вашконеселош э Соуза, вице-король[порт.] (1778—1790)
- Новая Гранада — Антонио Кабальеро и Гонгора, вице-король (1782—1788)
- Новая Испания — Бернардо де Гальвес-и-Мадрид, вице-король (1785—1786)
- Перу — Теодоро де Круа, вице-король (1784—1790)
- Рио-де-ла-Плата — Николас дель Кампо, вице-король (1784—1789)

## Африка
- Аусса — Эйдахис ибн Кадхафо Махаммад, султан (1779—1801)
- Ашанти — Осей Кваме, ашантихене (1777—1803)
- Багирми — 
  - Хаджи Мохаммед аль-Амин, султан (1751—1785)
  - Абд ар-Рахман Гуранг, султан (1785—1806)
- Бамбара (империя Сегу) — Нголо Диарра, битон (1766—1790)
- Бамум — Мбуомбуо, мфон (султан)[англ.] (1757—1814)
- Бени-Аббас[англ.] — Бузид Бен эль-Хадж Мокрани, султан[фр.] (1784—1800)
- Бенинское царство — Акенгбуда, оба[англ.] (1750—1804)
- Борну — Али IV, маи[нем.] (1747—1792)
- Буганда — Джунджу, кабака (ок. 1780 — 1797)
- Буньоро — Олими IV, омукама (ок.1782—1786)
- Бурунди — Мвамбутса III Сьярушамбо Бутама, мвами (король) (1767—1796)
- Бусса[англ.] — Джибрим дан Йерима, киб (1766—1791)
- Ваало[англ.] — Фара Пенда Тек Рел, король (1780—1795)
- Варсангали[англ.] — Али, султан[кат.] (1750—1789)
- Вогодого — Дулугу, нааба (1783—1802)
- Волаитта (Велайта)[нем.] — Огатто, каво[англ.] (1761—1800)
- Гаро (Боша) — Часо, тато[англ.] (ок. 1780 — ок. 1790)
- Гвирико[англ.] — Маган Вуле Уаттара, царь[англ.] (1749—1809)
- Дагомея — Кпенгла, ахосу (1774—1789)
- Дамагарам — Абаза дан Танимун, султан (1782—1787)
- Дарфур — 
  - Мухаммад II Тайраб ибн Ахмад Бакр, султан (1756—1785)
  - Абд аль-Рахман ибн аль-Рашид ибн Ахмад Бакр, султан (1785—1799)
- Денди[англ.] — Харгани, аскья[англ.] (1779—1793)
- Денкира[англ.] — Амоако Атта Иадом, денкирахене[англ.] (1770—1793)
- Джолоф — Мба Компас, буур-ба[англ.] (1763—1800)
- Имерина — Андрианжафи, король[англ.] (1770—1787)
- Кайор — Бирима Фатим-Пенда, дамель (1777—1790)
- Кано[англ.] — Мухаммад аль-Вали, султан[англ.] (1781—1807)
- Каффа — Шаги Шаротшо, царь (1775—1795)
- Койя — Наимбанна II, обаи (1720—1793)
- Конго — 
  - Жозе I, маниконго[англ.] (1778—1785)
  - Афонсо V, маниконго[англ.] (1785—1787)
- Лунда — Сикомбе Яава, муата ямво (ок. 1775 — ок. 1800)
- Мандара — Букар Д’Гжама, султан (1773—1828)
- Марокко — Мохаммед III бен Абдалла, султан (1757—1790)
- Массина — Йя Галло, ардо (1780—1801)
- Матамба и Ндонго[англ.] — Франсиско II, король[англ.] (1767—1810)
- Нри[англ.] — Эвенетем, эзе[англ.] (1724—1794)
- Руанда — Юхи IV Гахиндиро, мвами (1746—1802)
- Салум — Сандене Коду Фалл Ндао, маад (1778—1787)
- Свазиленд (Эватини) — Ндвунгунье, нгвеньяма (король) (1780—1815)
- Сеннар — Адлан II, мек (1776—1789)
- Твифо-Хеман (Акваму)[англ.] — Окото Паньин, аквамухене (1781—1835)
- Трарза — Али Кури ульд Амар, эмир (1759—1786)
- Тунис — Хаммуда ибн Али, бей (1782—1814)
- Фута Торо — Абдул Кадер, альмаами[англ.] (1776—1804)
- Харар[англ.] — Абд аль-Шакур ибн Юсуф, эмир[англ.] (1783—1794)
- Эфиопия — Йясу III, император (1784—1788)

## Европа
- Андорра —
  - Людовик XVI, король Франции, князь-соправитель (1774—1792)
  - Хозеп де Больтас, епископ Урхельский, князь-соправитель (1785—1795)
- Валахия — Михай III Суцу, господарь (1783—1786, 1791—1793, 1801—1802)
- Великобритания и Ирландия — 
  - Георг III, король (1760—1820)
  - Уильям Питт Младший, премьер-министр (1783—1801, 1804—1806)
- Венгрия — Иосиф II, король (1780—1790)
- Дания — Кристиан VII, король (1766—1808)
- Испания — Карл III, король (1759—1788)
- Италия —
  - Венецианская республика — Паоло Реньер, дож (1779—1789)
  - Генуэзская республика — 
    - Джамбаттиста Айроли, дож (1783—1785)
    - Джан-Карло Паллавичино, дож (1785—1787)

  - Масса и Каррара — Мария Тереза, княгиня (1731—1790)
  - Модена и Реджо — Эрколе III Ринальдо д’Эсте, герцог (1780—1796)
  - Неаполитанское королевство — Фердинанд IV, король (1759—1799, 1799—1806, 1815—1816)
  - Пармское герцогство — Фердинанд I, герцог (1765—1802)
  - Пьомбино — Антонио II Бонкомпаньи-Людовизи, князь (1777—1801)
  - Сардинское королевство — Виктор Амадей III, король (1773—1796)
  - Сицилия — Фердинанд III, король (1759—1816)
  - Тосканское герцогство — Пьетро Леопольдо I, великий герцог (1765—1790)
- Молдавское княжество — 
  - Александр I Маврокордат, господарь (1782—1785)
  - Александр II Маврокордат, господарь (1785—1786)
- Монако — Оноре III, князь (1733—1793)
- Нидерланды (Республика Соединённых провинций) —
  - Вильгельм V Оранский, штатгальтер (1751—1795)
  - Питер ван Блейсвейк[англ.], великий пенсионарий[англ.] (1772—1787)
- Норвегия — Кристиан VII, король (1766—1808)
- Папская область — Пий VI, папа (1775—1799)
- Португалия — Мария I, королева (1777—1816)
- Пруссия — Фридрих II Великий, король, курфюрст Бранденбургский (1740—1786)
  - Олесницкое княжество (герцогство Эльс) — Карл Кристиан Эрдман, князь (1744—1792)
- Речь Посполитая — Станислав Август Понятовский, король Польши и великий князь Литовский (1764—1795)
  -  Курляндия и Семигалия — Пётр Бирон, герцог (1769—1795)
- Российская империя — Екатерина II, императрица (1762—1796)
- Священная Римская империя — Иосиф II, император (1765—1790)
  - Австрия — Иосиф II, эрцгерцог (1780—1790)
  - Ангальт —
    - Ангальт-Бернбург — Фридрих Альбрехт, князь (1765—1796)
    - Ангальт-Бернбург-Шаумбург-Хойм — Карл Людвиг, князь[англ.] (1772—1806)
    - Ангальт-Дессау — Леопольд III, князь (1751—1817)
    - Ангальт-Кётен — Карл Георг Лебрехт, князь (1755—1789)
    - Ангальт-Цербст — Фридрих Август, князь (1747—1793)

  - Ансбах — Карл Александр, маркграф (1757—1791)
  - Бавария — Карл II Теодор, курфюрст (1777—1799)
  - Баден — Карл Фридрих, маркграф (1771—1803)
  - Байрет (Кульмбах) — Карл Александр, маркграф (1769—1791)
  - Брауншвейг-Вольфенбюттель — Карл Вильгельм Фердинанд, герцог (1780—1806)
    - Брауншвейг-Вольфенбюттель-Беверн — Фридрих Карл, герцог (1746—1809)

  - Вальдек-Пирмонт — Фридрих Карл Август, князь (1763—1812)
  - Вюртемберг — Карл Евгений, герцог (1737—1793)
  - Ганноверское курфюршество (Брауншвейг-Люнебург) — Георг III, курфюрст (1760—1814)
  - Гессен —
    - Гессен-Гомбург — Фридрих V, ландграф (1751—1820)
    - Гессен-Дармштадт — Людвиг IX, ландграф (1768—1790)
    - Гессен-Кассель — 
      - Фридрих II, ландграф (1760—1785)
      - Вильгельм I, ландграф (1785—1803)

    - Гессен-Ротенбург — Карл Эммануэль, ландграф (1778—1812)
    - Гессен-Филипсталь — Вильгельм, ландграф (1770—1806)
      - Гессен-Филипсталь-Бархфельд — Адольф, ландграф (1777—1803)

  - Гогенцоллерн-Гехинген — Иосиф Фридрих Вильгельм, князь (1750—1798)
  - Гогенцоллерн-Зигмаринген — 
    - Карл Фридрих, князь (1769—1785)
    - Антон Алоис, князь (1785—1831)

  - Кёльнское курфюршество — Максимилиан Франц Австрийский, курфюрст (1784—1801)
  - Лихтенштейн — Алоис I, князь (1781—1805)
  - Майнцское курфюршество — Фридрих Карл Йозеф фон Эрталь, курфюрст (1774—1802)
  - Мекленбург —
    - Мекленбург-Стрелиц — Адольф Фридрих IV, герцог (1752—1794)
    - Мекленбург-Шверин — 
      - Фридрих, герцог (1756—1785)
      - Фридрих Франц I, герцог (1785—1815)

  - Нассау —
    - Нассау-Вейльбург — Карл Кристиан, князь (1753—1788)
    - Нассау-Саарбрюккен — Людвиг, граф (1768—1794)
    - Нассау-Узинген — Карл Вильгельм, князь (1775—1803)
    - Оранж-Нассау[англ.] — Вильгельм V Оранский, князь[англ.] (1751—1806)

  - Ольденбург — 
    - Фридрих Август I, герцог (1777—1785)
    - Петер Фридрих Вильгельм, герцог (1785—1823)

  - Пфальц — Карл IV Теодор, курфюрст (1742—1799)
    - Пфальц-Биркенфельд-Гельнхаузен[англ.] — Карл Иоганн Людвиг, пфальцграф[англ.] (1780—1789)
    - Пфальц-Цвейбрюккен — Карл II, пфальцграф (1775—1795)

  - Рейсс-Грейц — Генрих XI, князь (1778—1800)
  - Саксония — Фридрих Август III, курфюрст (1763—1806)
    - Саксен-Веймар — Карл Август, герцог (1758—1809)
    - Саксен-Гильдбурггаузен — Фридрих, герцог (1780—1826)
    - Саксен-Гота-Альтенбург — Эрнст II, герцог (1772—1804)
    - Саксен-Кобург-Заальфельд — Эрнст Фридрих, герцог (1764—1800)
    - Саксен-Мейнинген — Георг I, герцог (1782—1803)
    - Саксен-Эйзенах — Карл Август, герцог (1758—1809)

  - Трирское курфюршество — Клеменс Венцеслав Саксонский, курфюрст (1768—1803)
  - Чехия — Иосиф II, король (1780—1790)
  - Шаумбург-Липпе — Филипп II, граф (1777—1787)
  - Шварцбург-Зондерсгаузен — Кристиан Гюнтер III, князь (1758—1794)
  - Шварцбург-Рудольштадт — Людвиг Гюнтер II, князь (1767—1790)
- Франция — Людовик XVI, король (1774—1792)
- Швеция — Густав III, король (1771—1792)

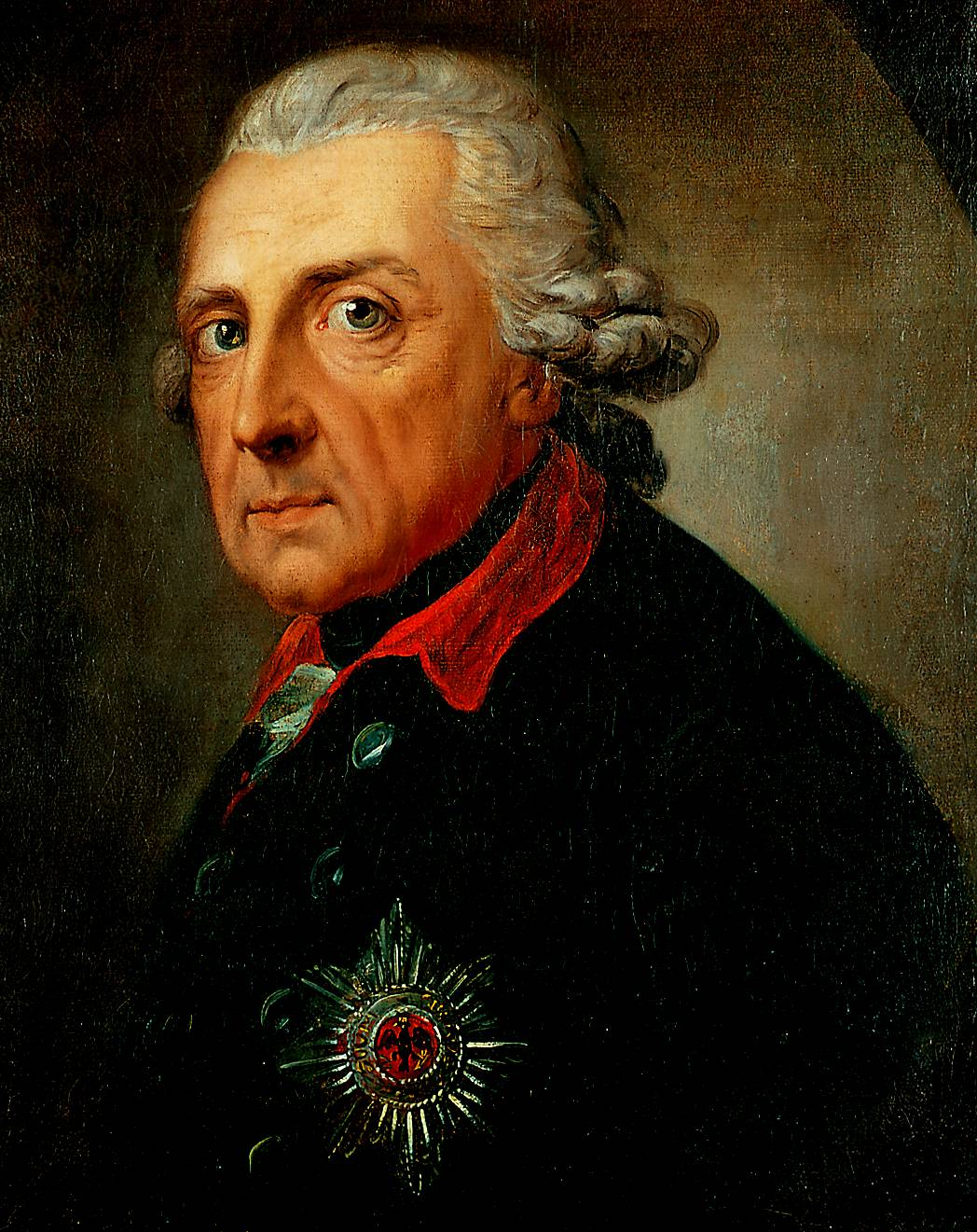
Фридрих II Великий 1740-1786 Король Пруссии и курфюрст Бранденбургский
Екатерина II 1762-1796 Императрица Всероссийская
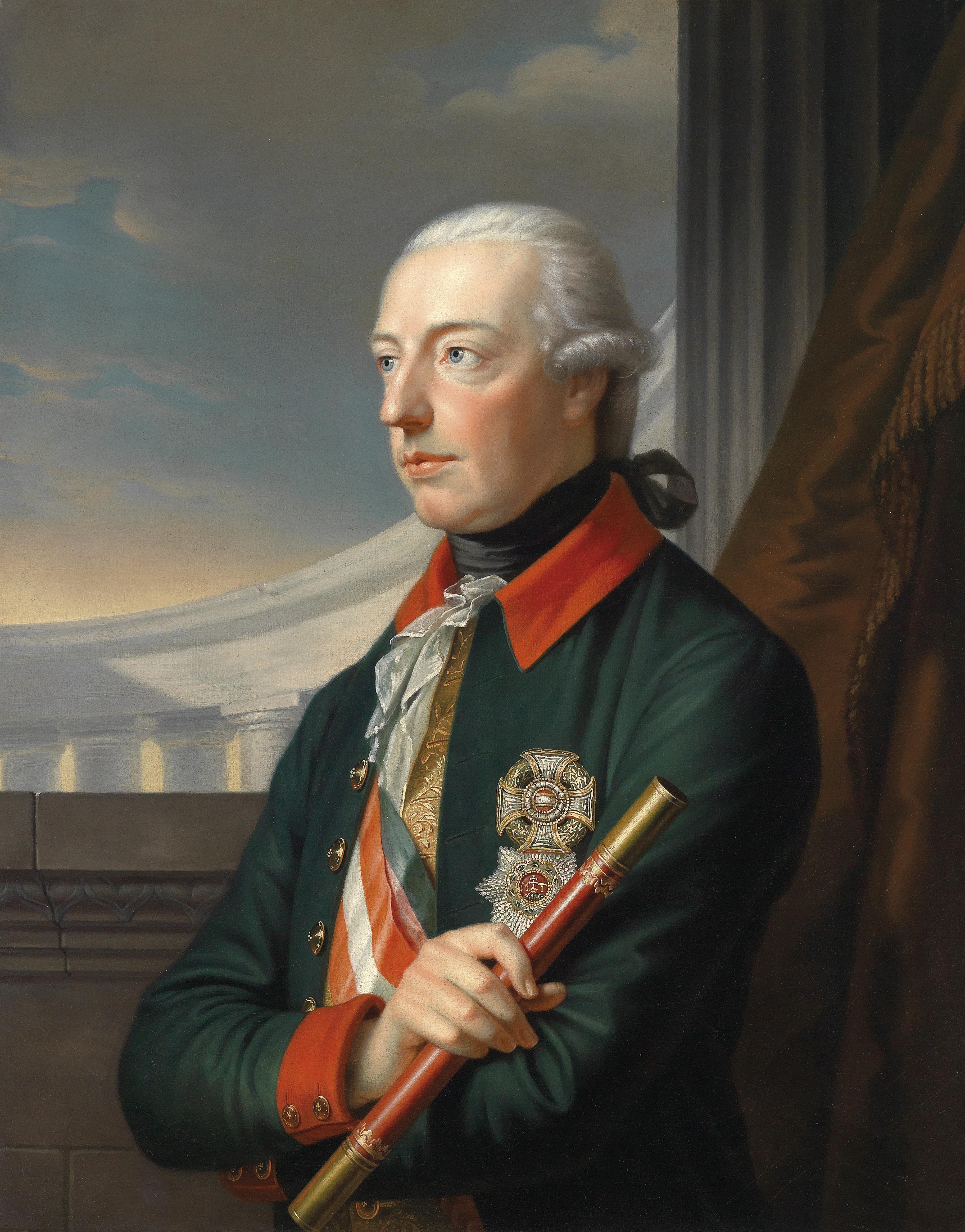
Иосиф II 1765-1790 Император Священной Римской империи
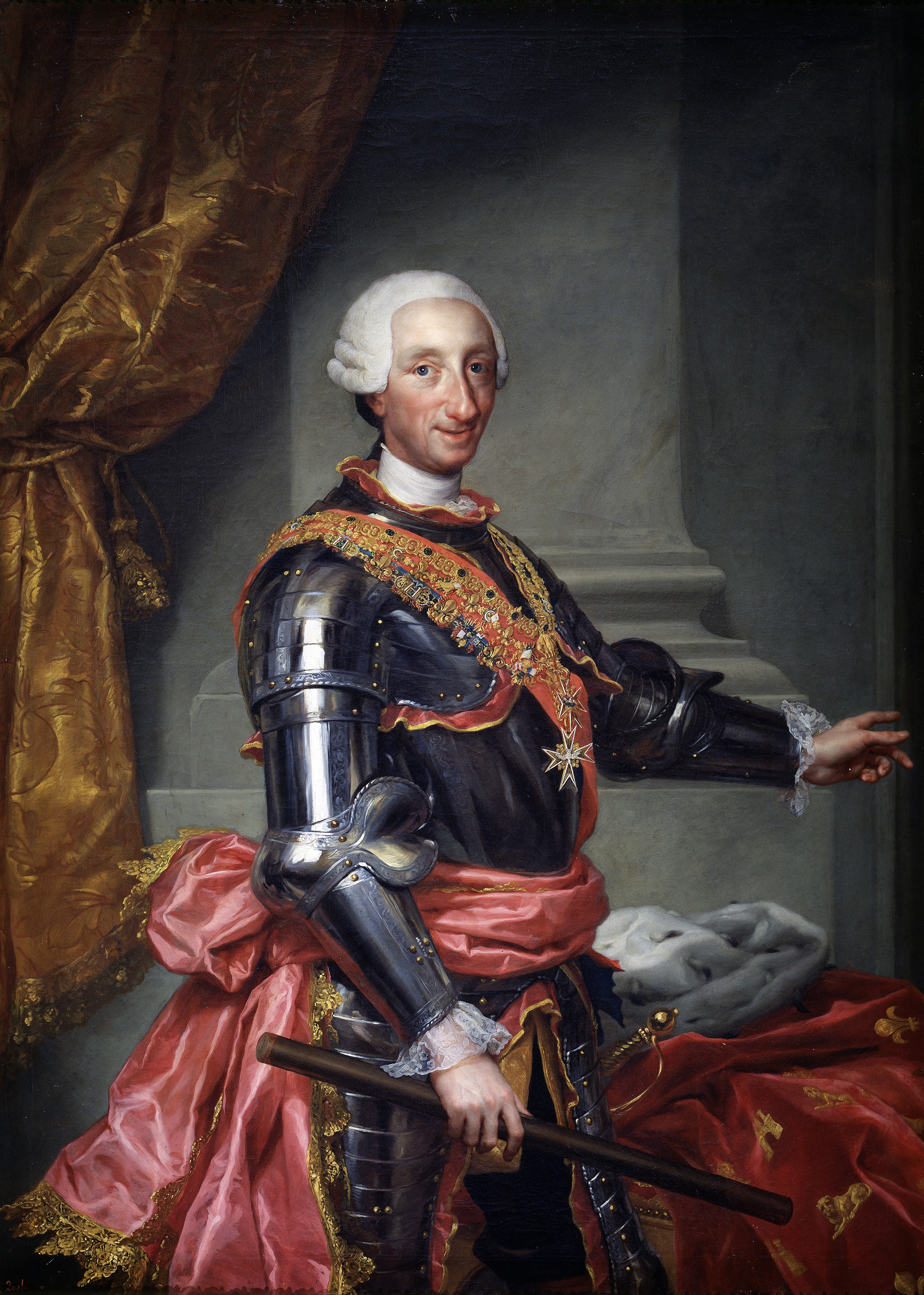
Карл III 1759-1788 Король Испании
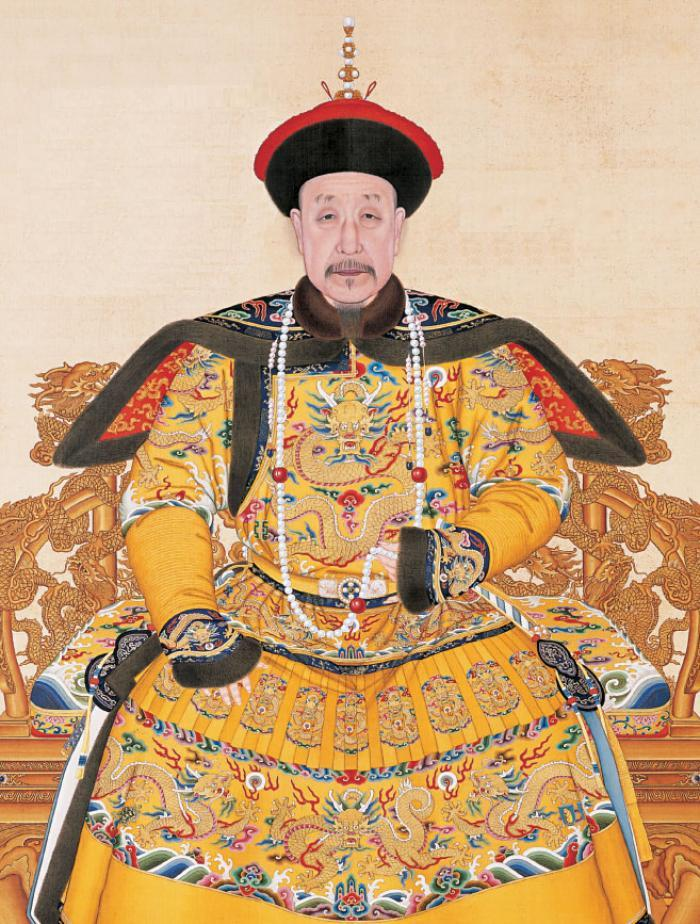
Хунли (Цяньлун) 1735-1796 Император Китая (Цин)
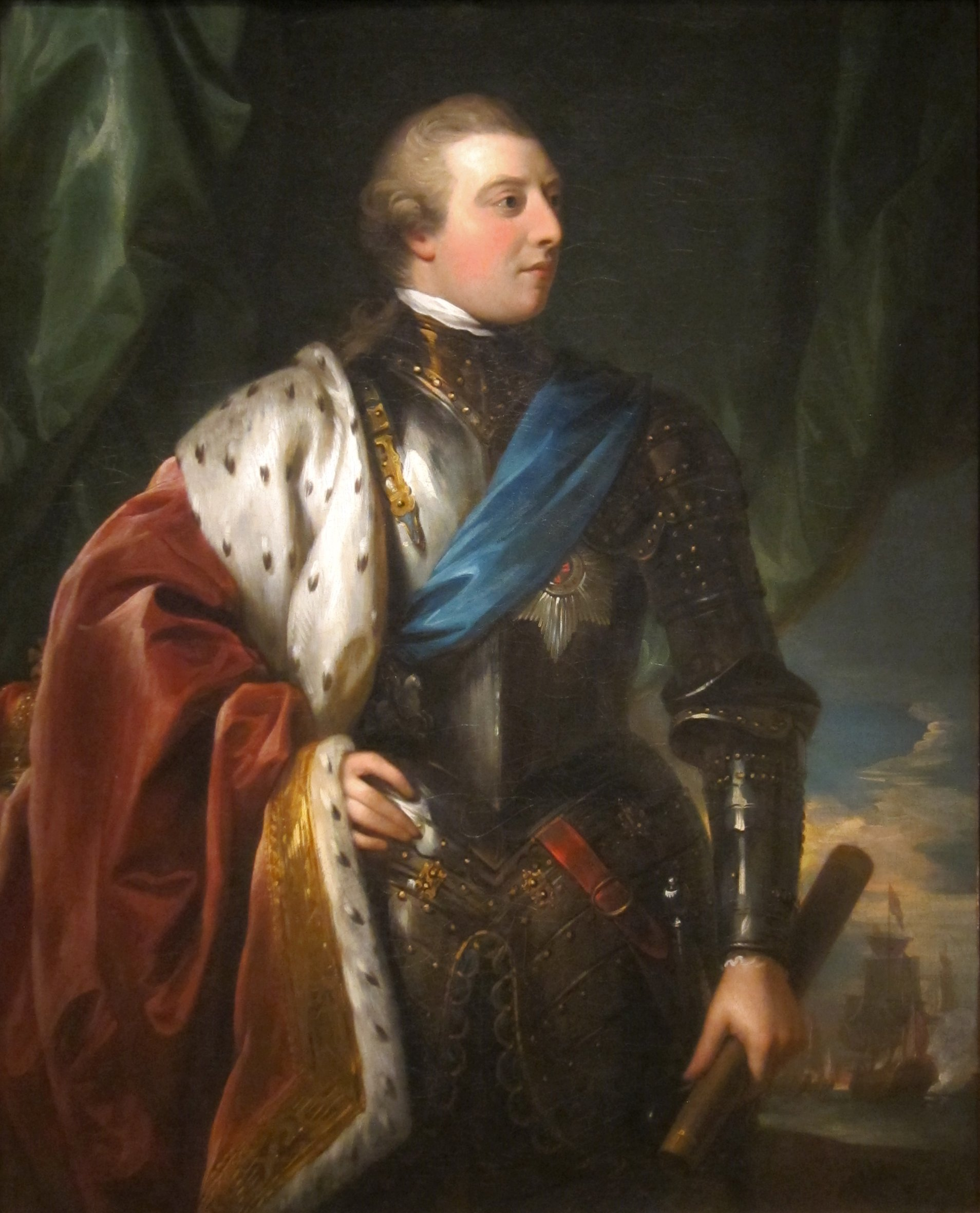
Георг III 1760-1820 Король Великобритании  и курфюрст Ганноверский
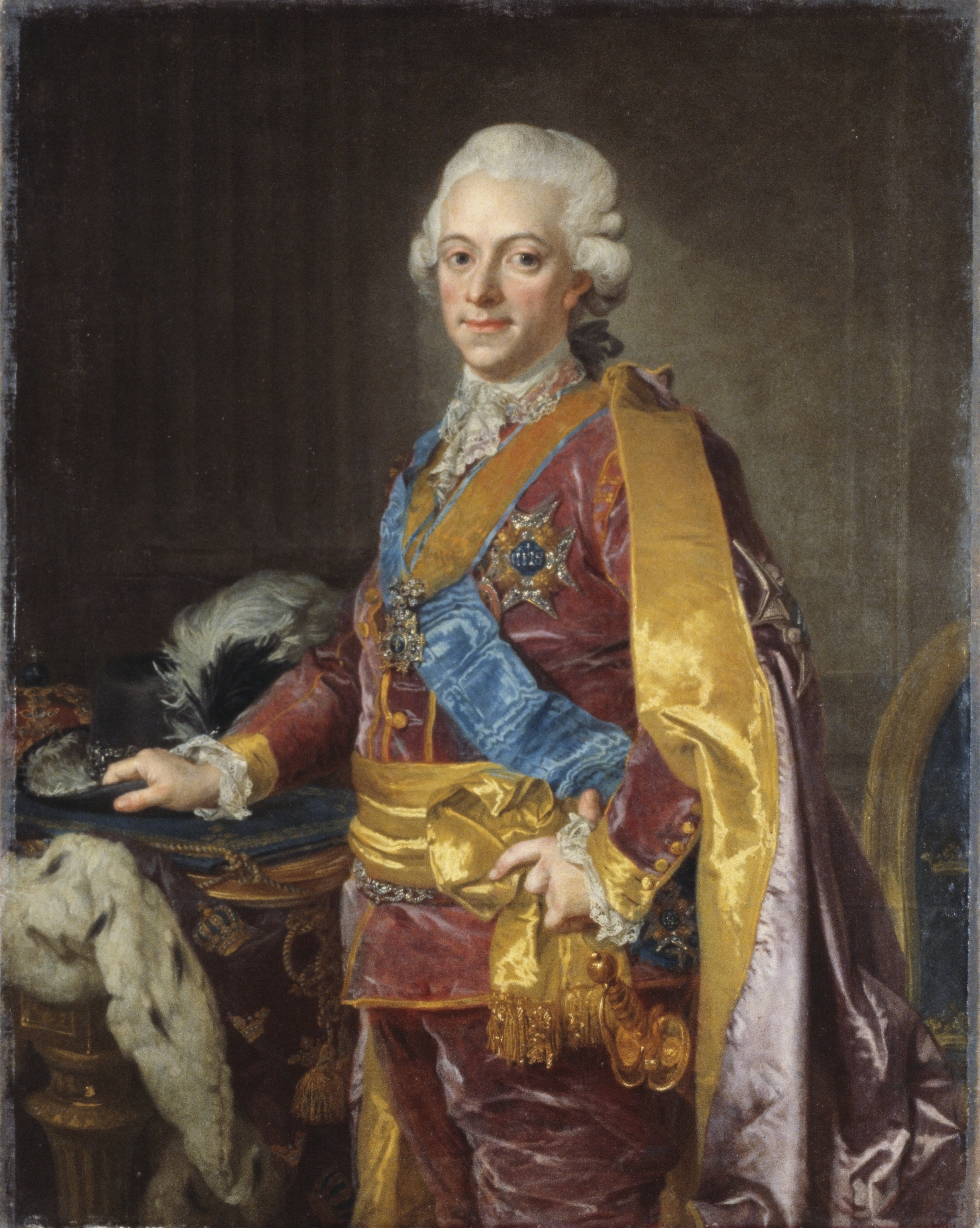
Густав III 1771-1792 Король Швеции
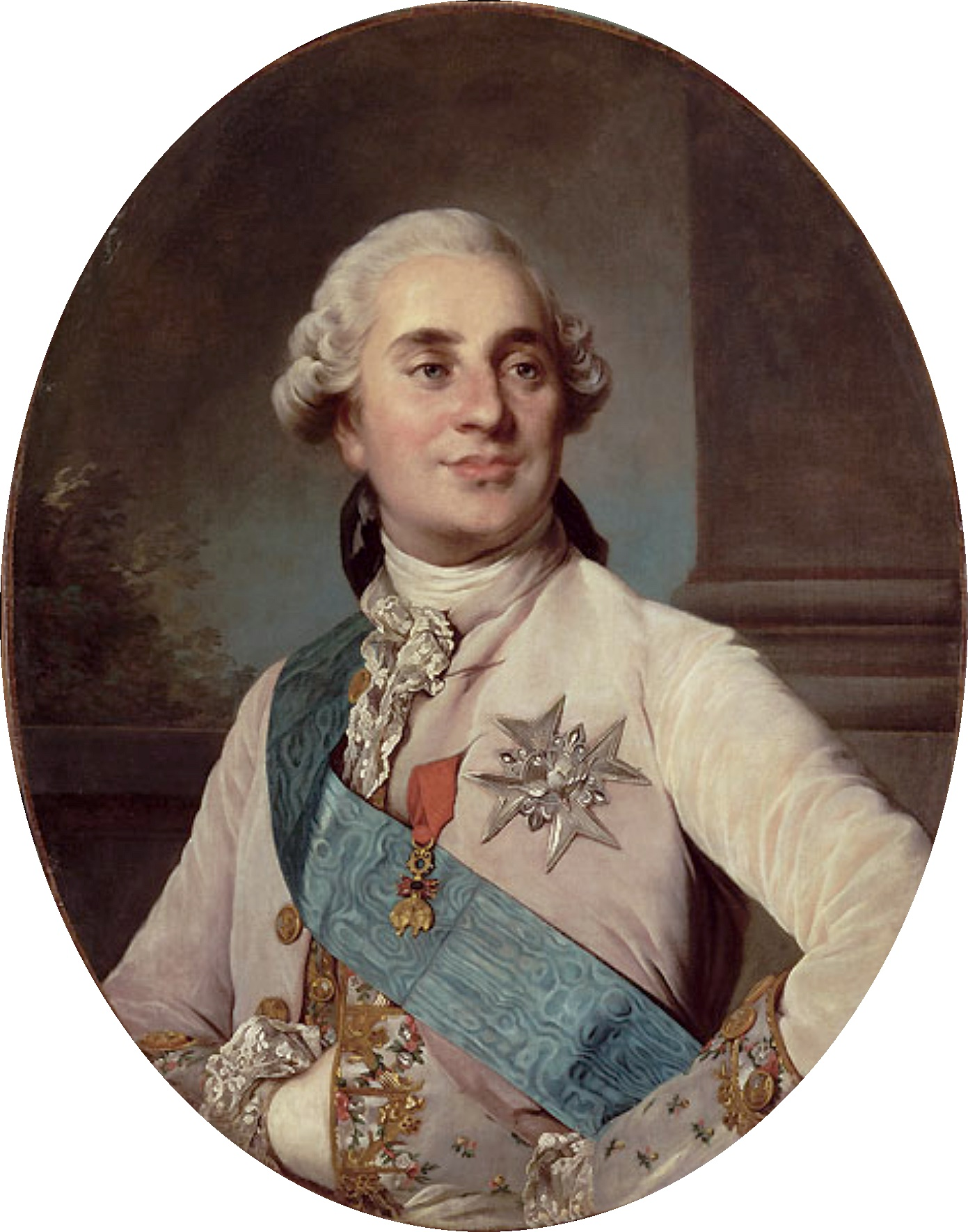
Людовик XVI 1775-1792 Король Франции и Наварры
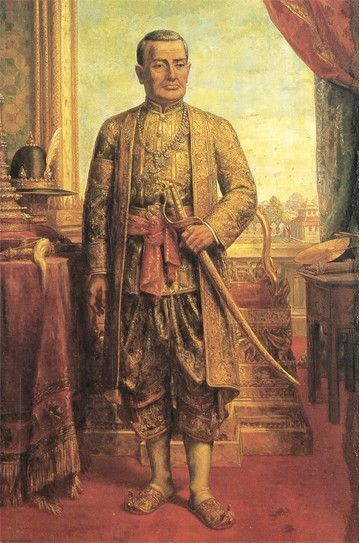
Рама I 1782-1809 Король Сиама
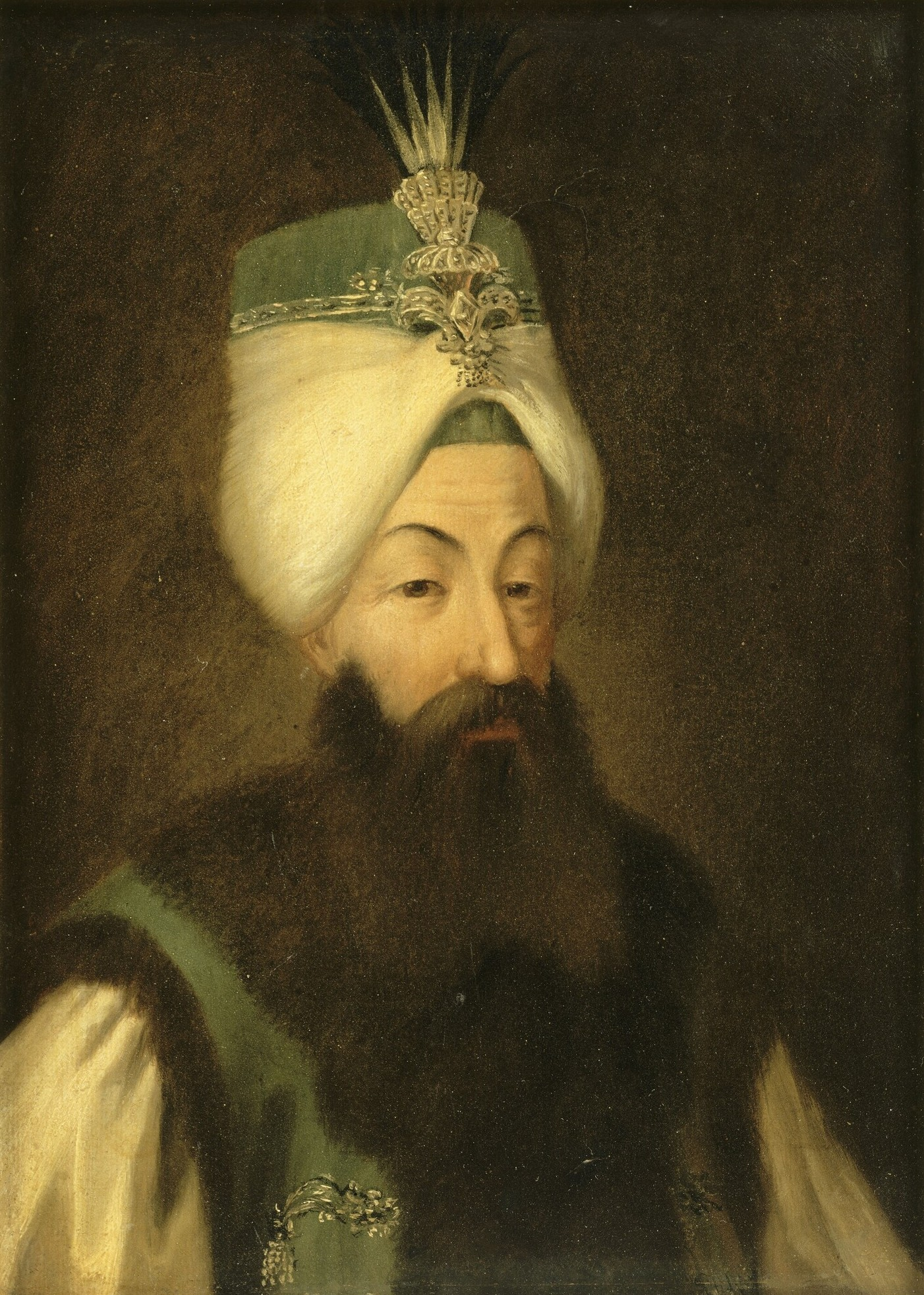
Абдул-Хамид I 1774-1789 Османский султан
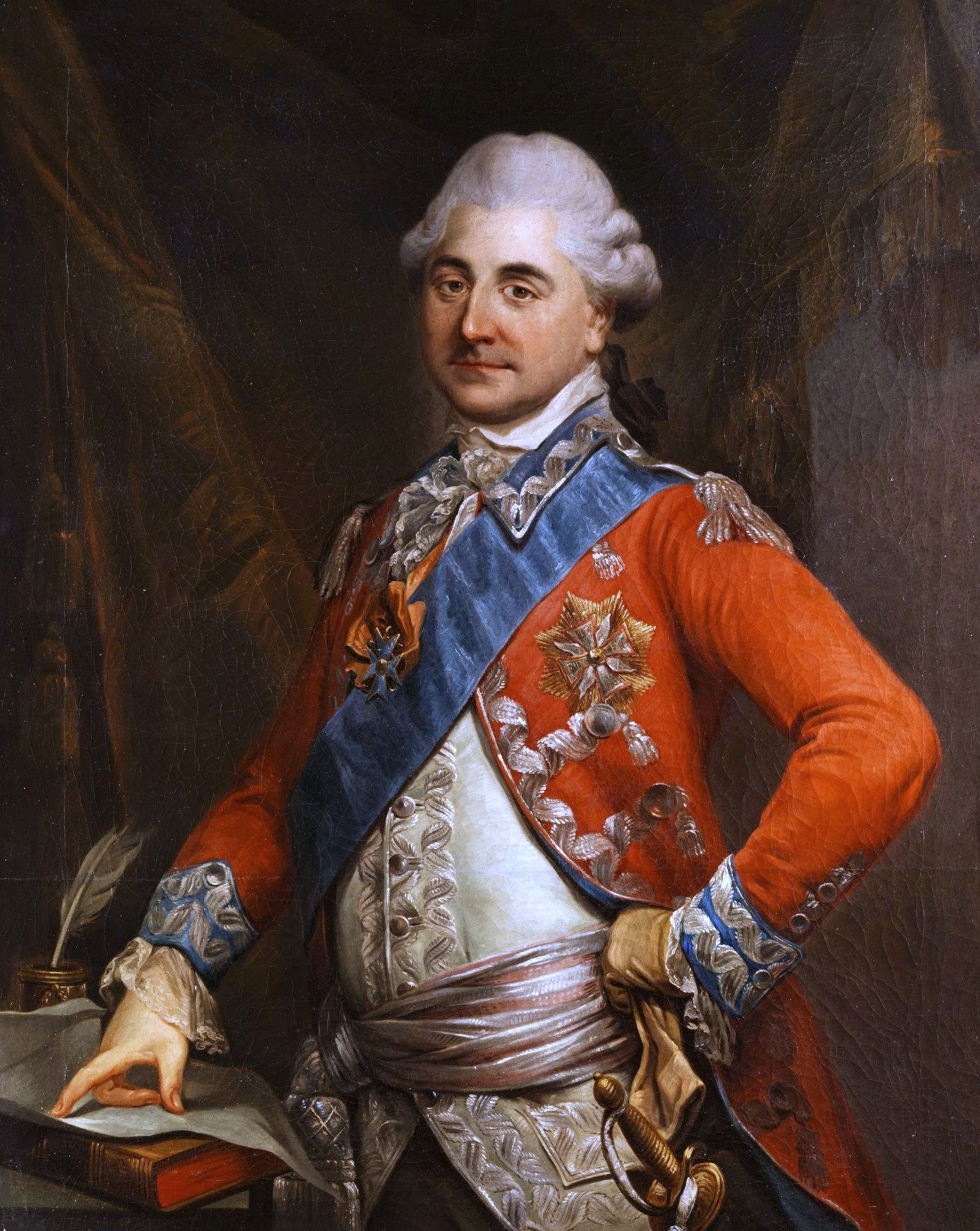
Станислав Понятовский 1764-1795 Король Польши, великий князь Литовский
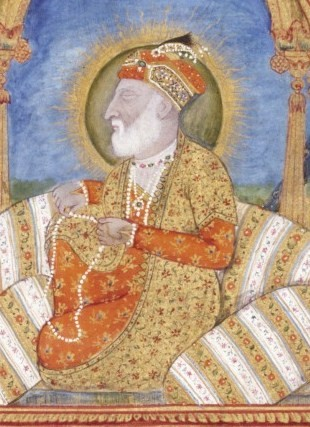
Шах Алам II 1759-1806 Падишах империи Великих Моголов
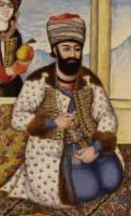
Али Мурад 1781-1785 Шах Ирана
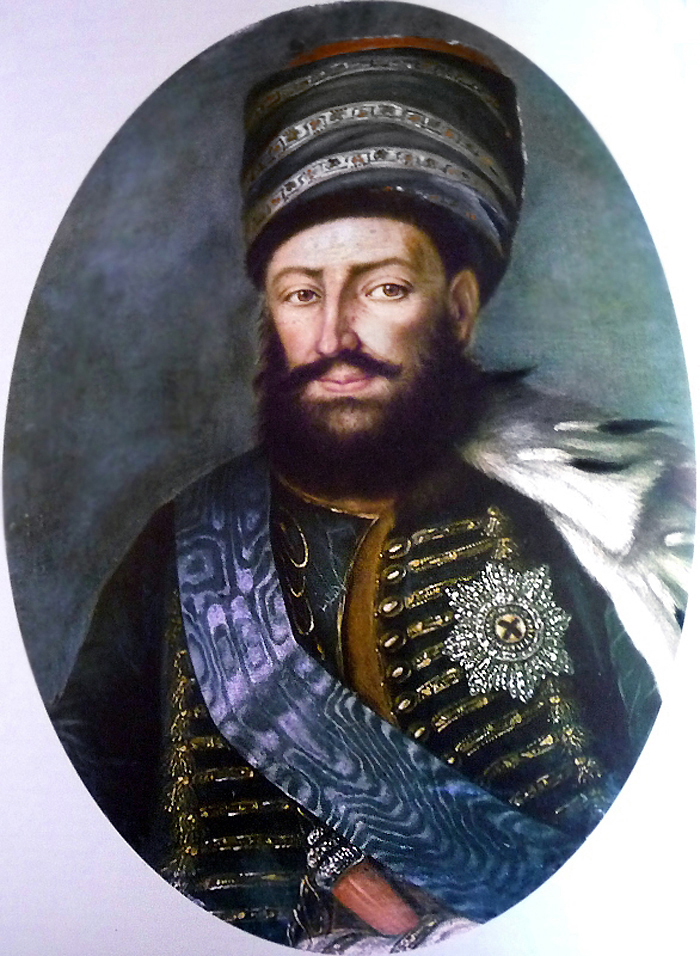
Ираклий II 1762-1798 Царь Картли-Кахети
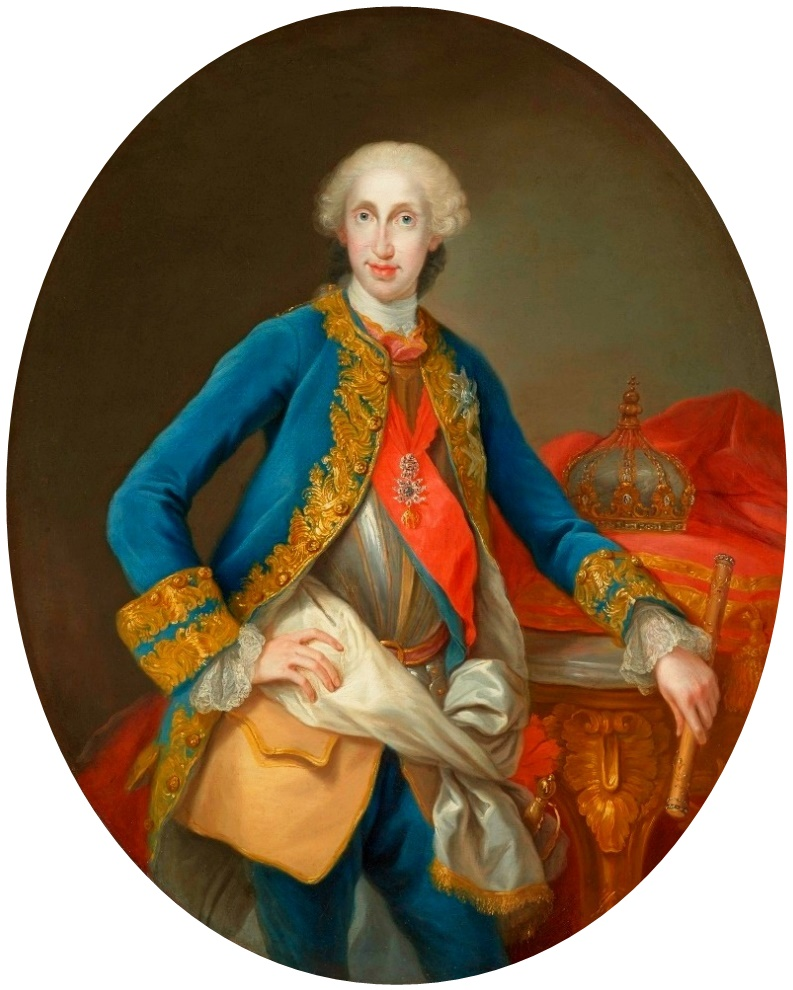
Фердинанд III (IV) 1759-1799 Король Неаполя и Сицилии
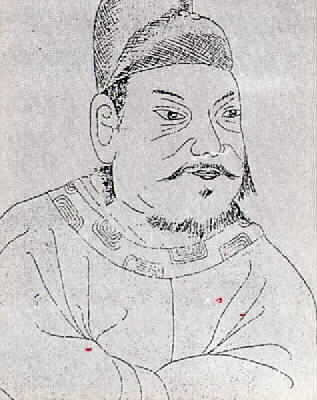
Чонджо 1776-1800 Ван Чосона
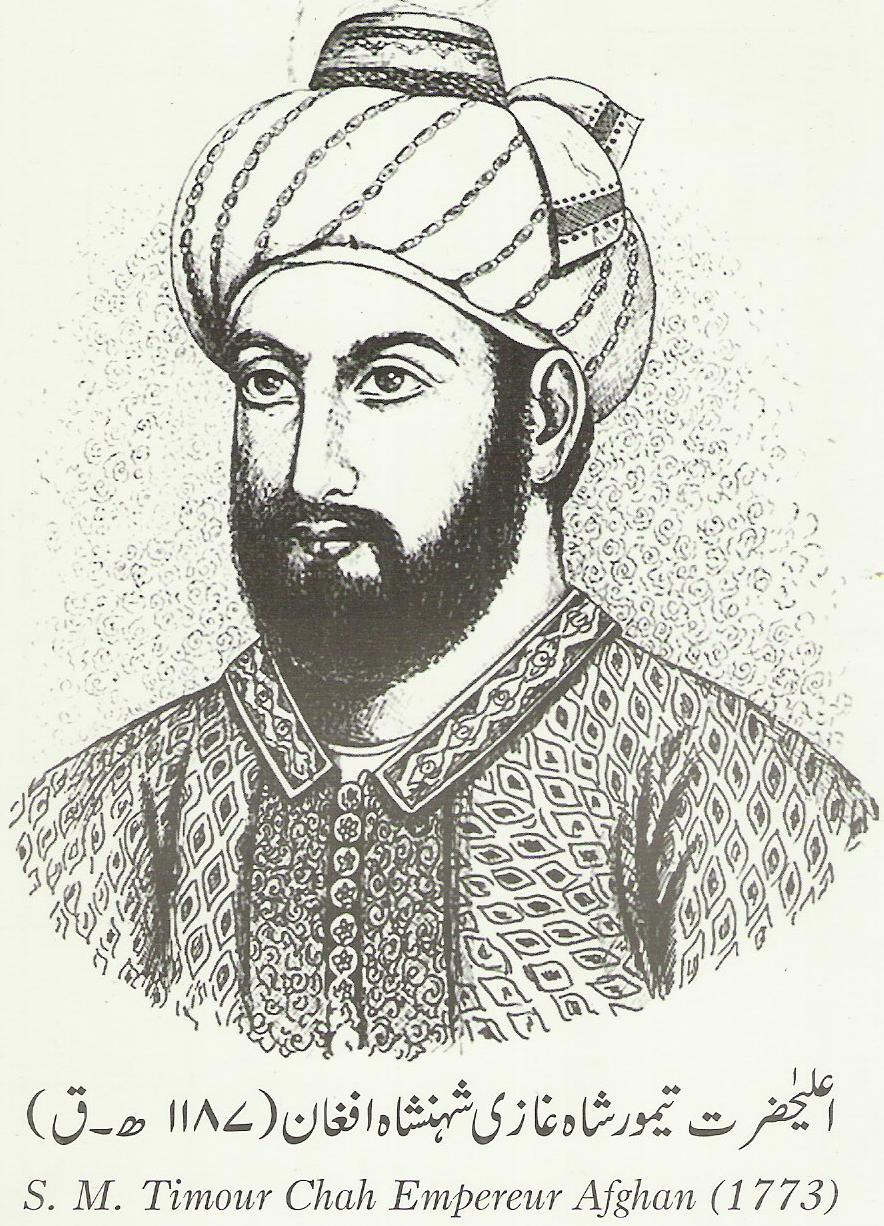
Тимур-шах Дуррани 1772-1793 Шах Дурранийской империи
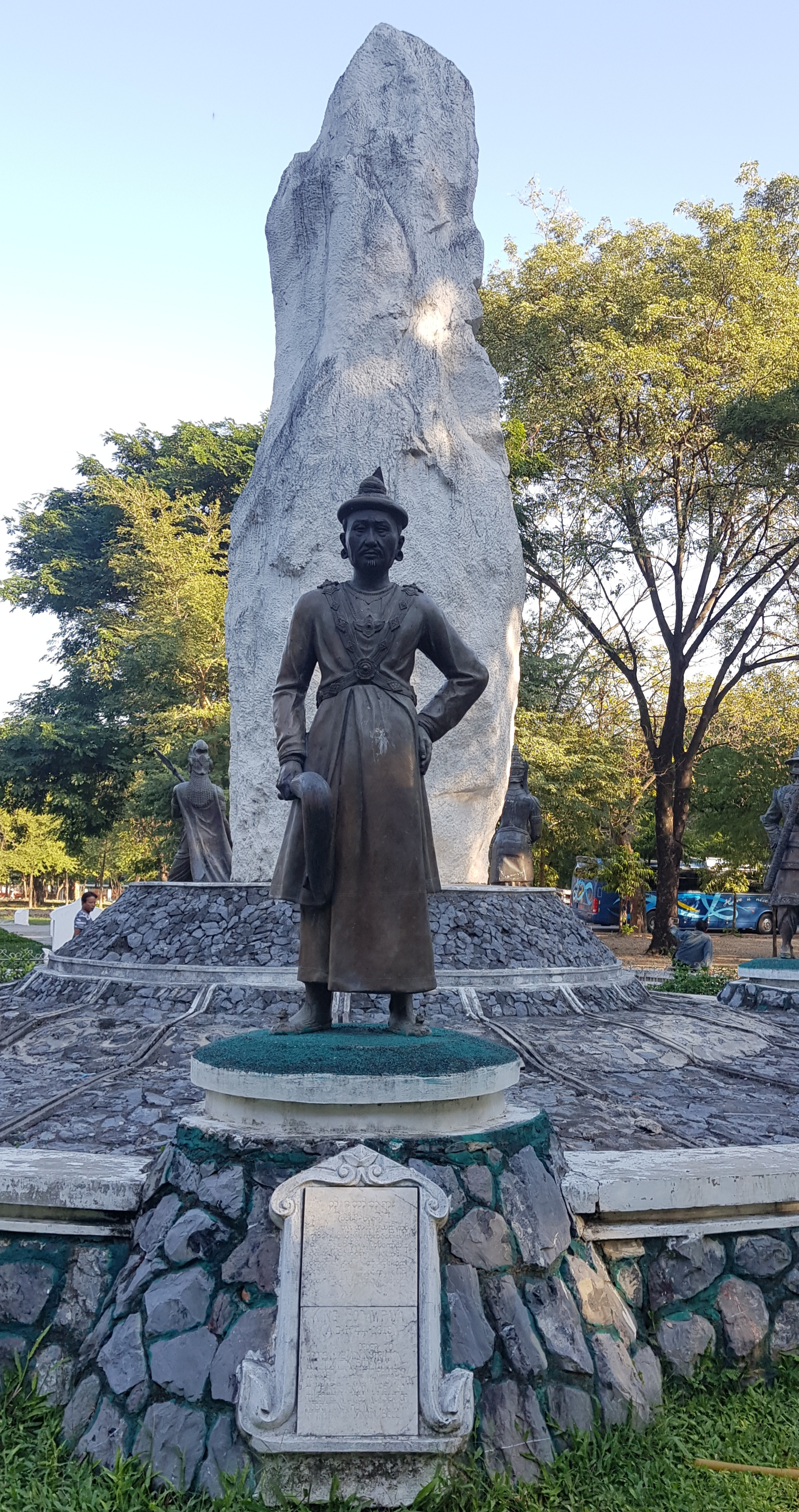
Бодопайя 1782-1819 Царь Бирмы
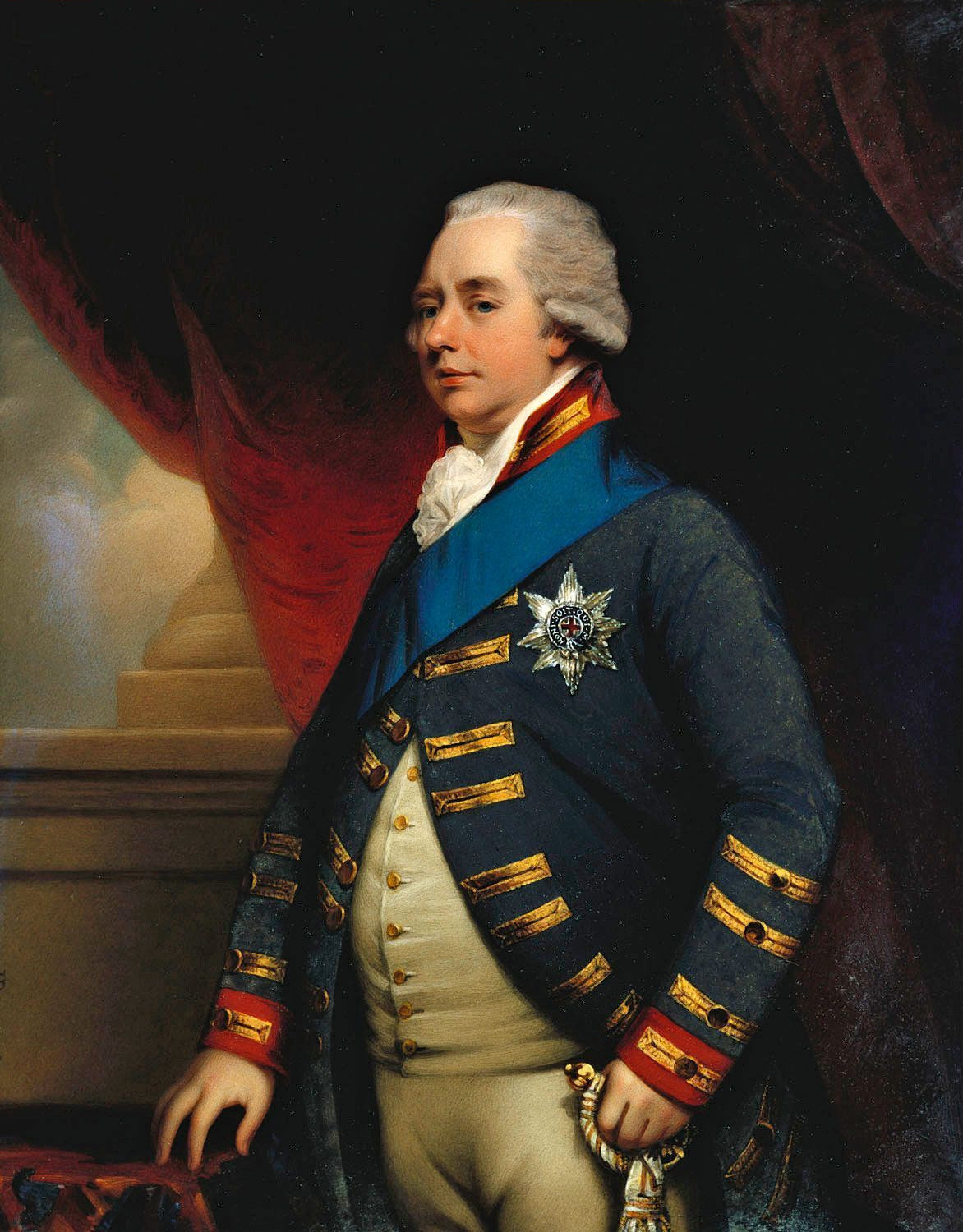
Вильгельм V Оранский 1751-1795 Штатгальтер Нидерландов
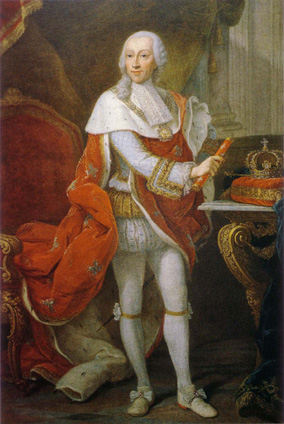
Виктор Амадей III 1773-1796 Король Сардинии
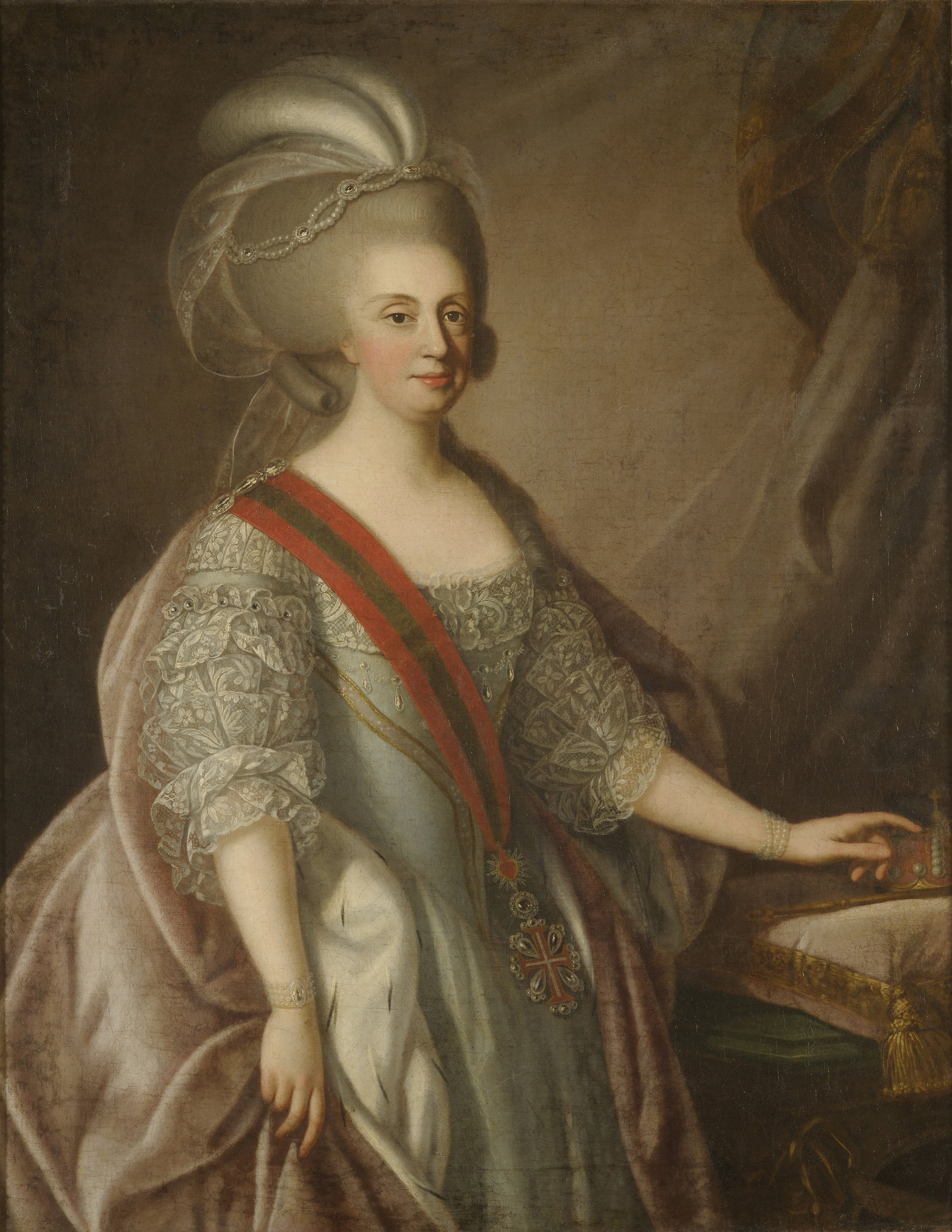
Мария I 1777-1816 Королева Португалии
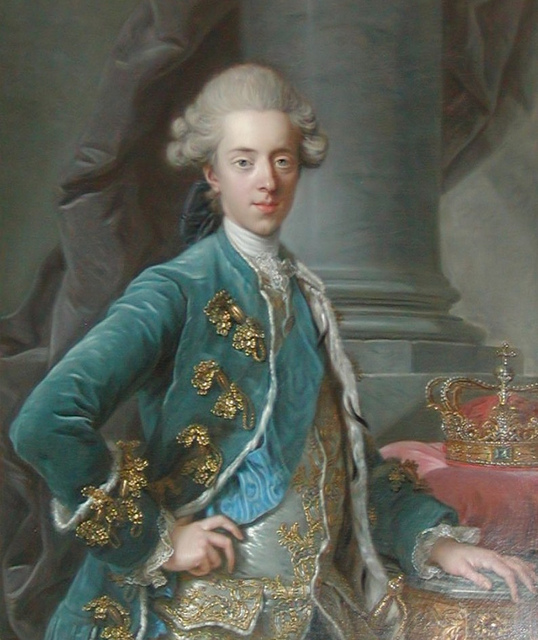
Кристиан VII 1766-1808 Король Дании и Норвегии
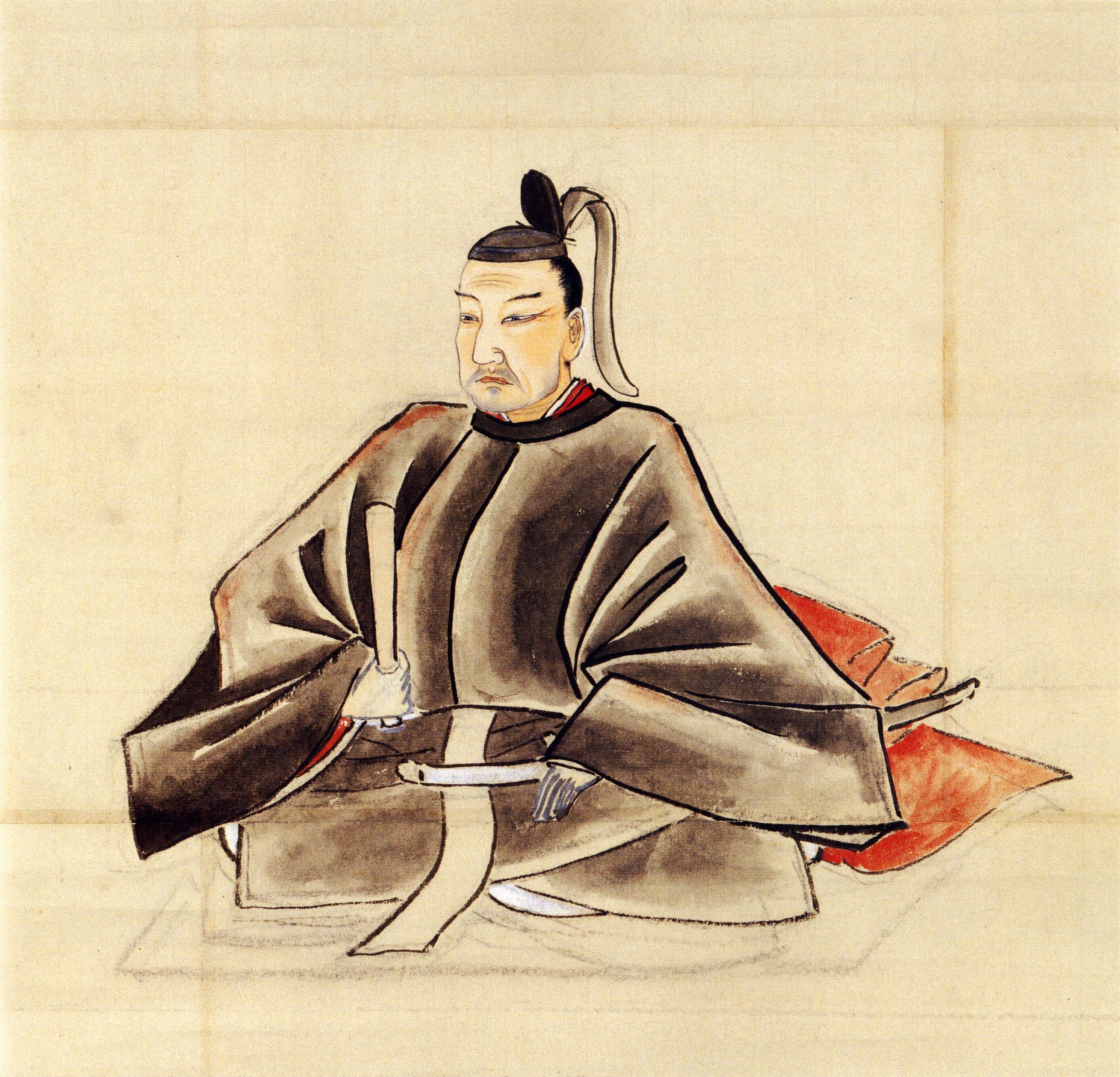
Токугава Иэхару 1760-1786 Сёгун Японии
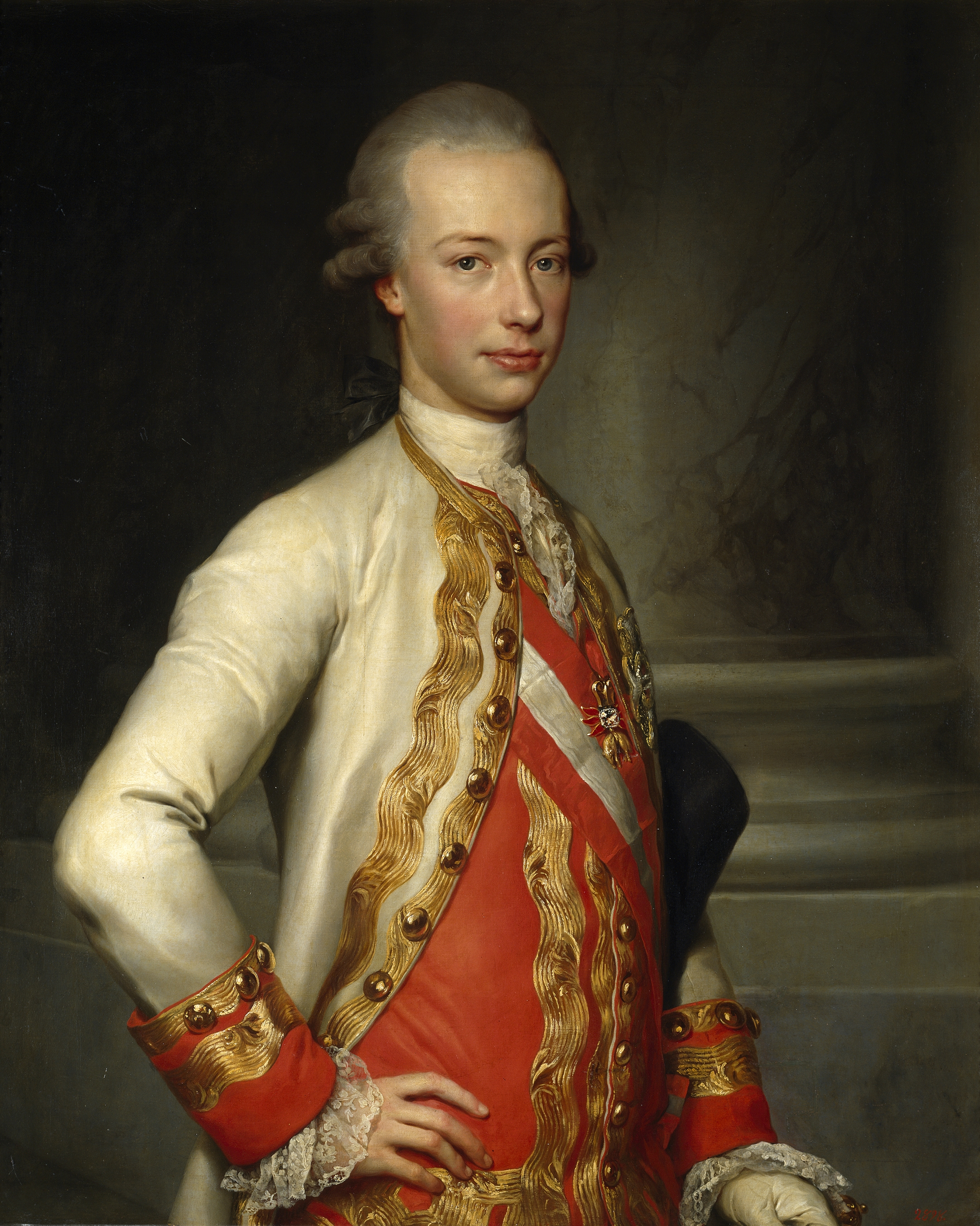
Пьетро Леопольдо I 1765-1790 Великий герцог Тосканский
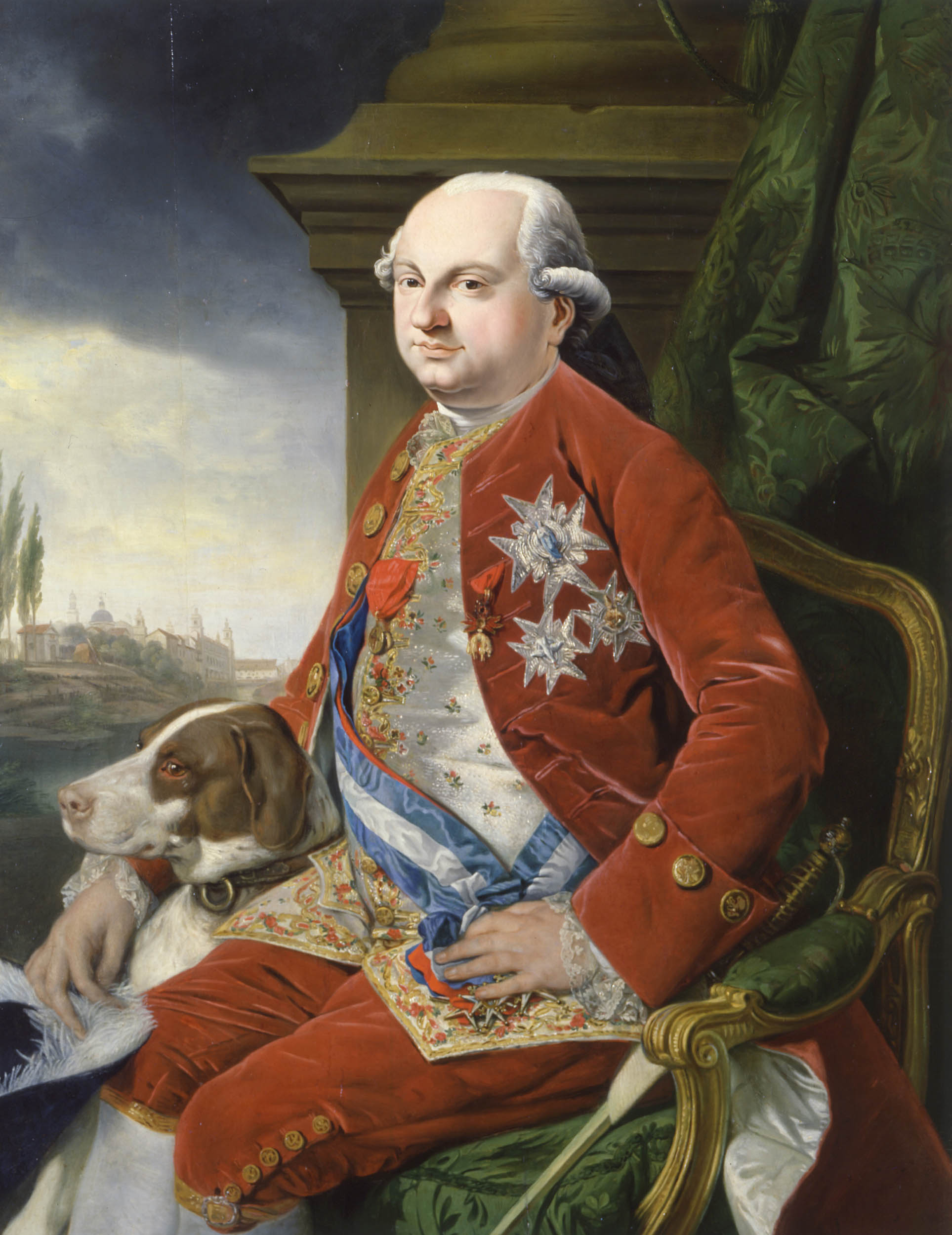
Фердинанд I 1765-1802 Герцог Пармский
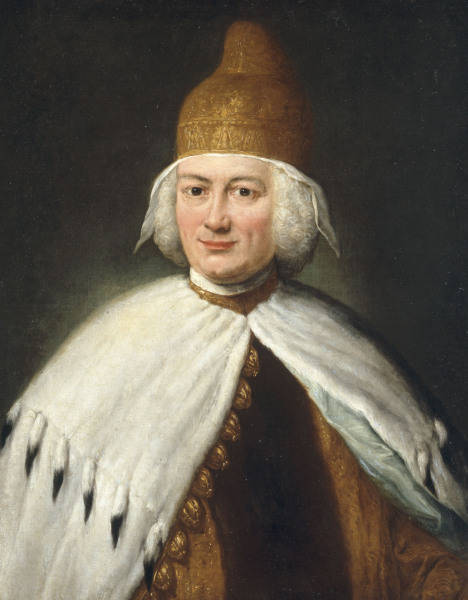
Паоло Реньер 1779-1789 Дож Венеции
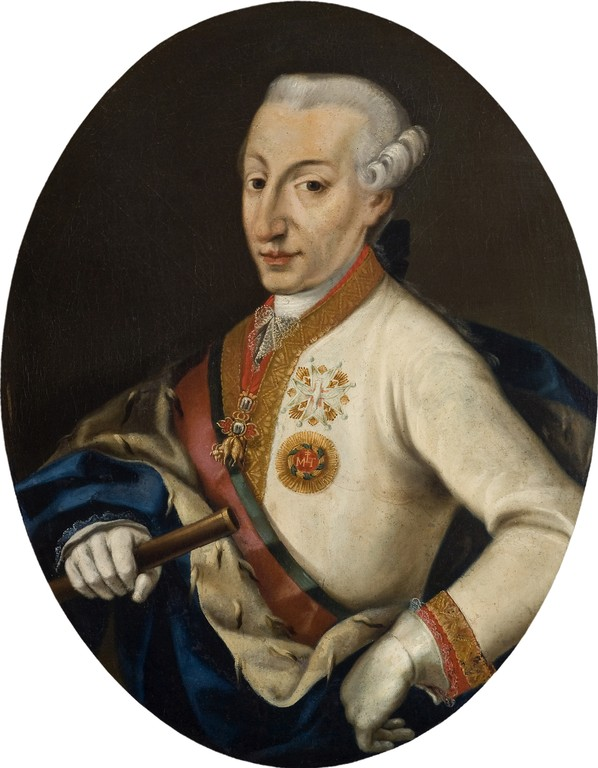
Эрколе III Ринальдо д’Эсте 1780-1796 Герцог Модены и Реджо
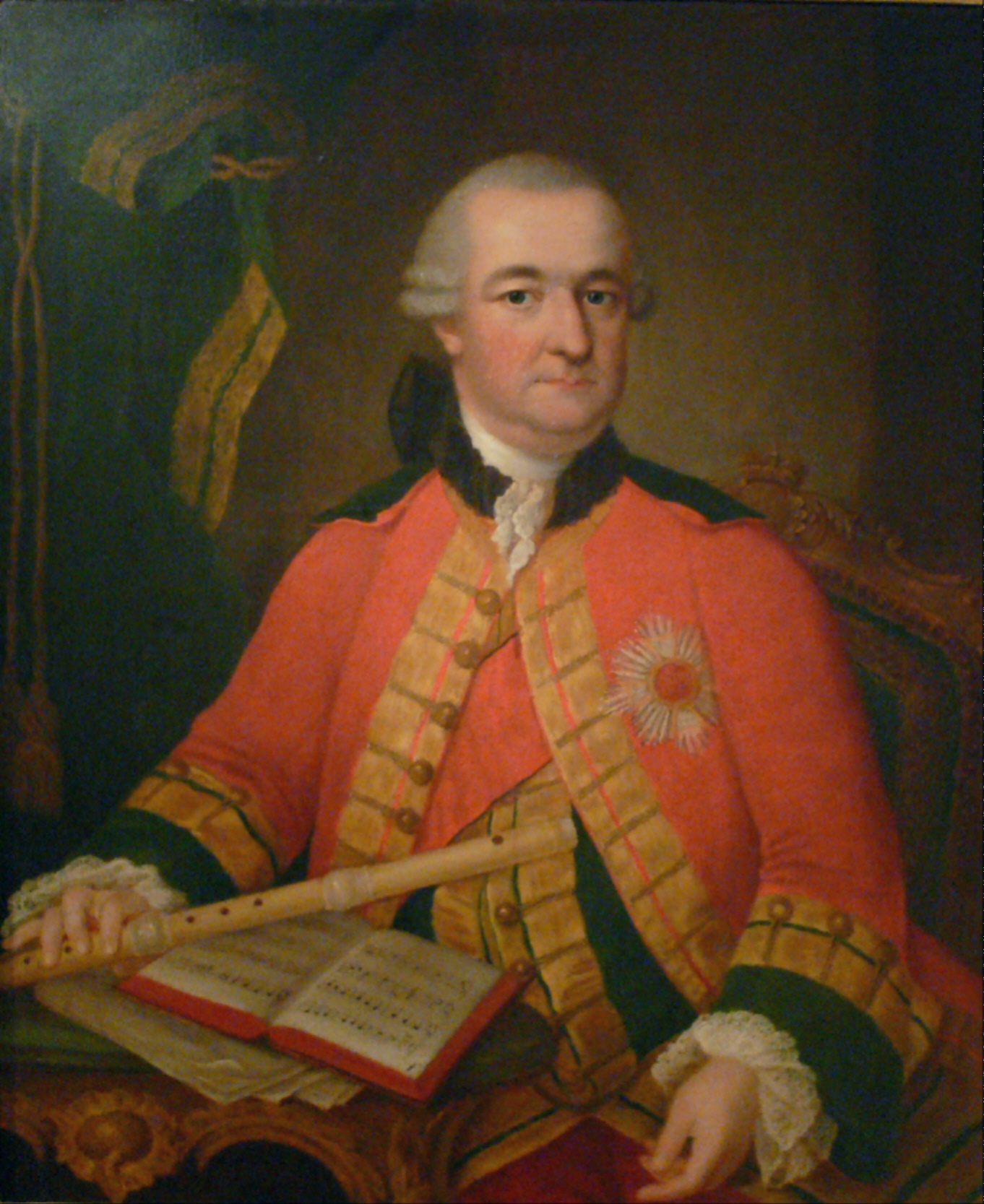
Карл II (IV) Теодор 1742-1799 Курфюрст Баварии и Пфальца
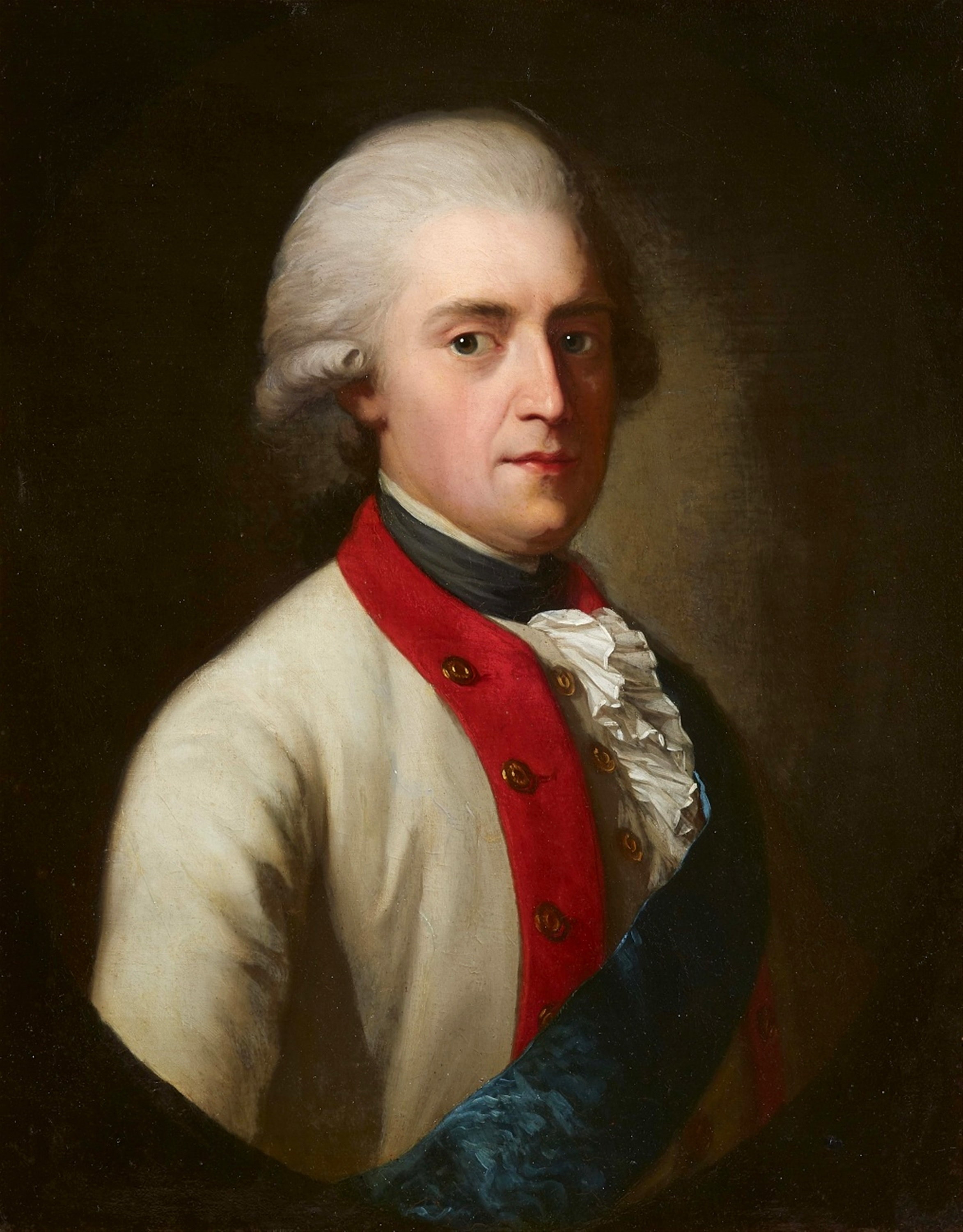
Фридрих Август III 1763-1806 Курфюрст Саксонский
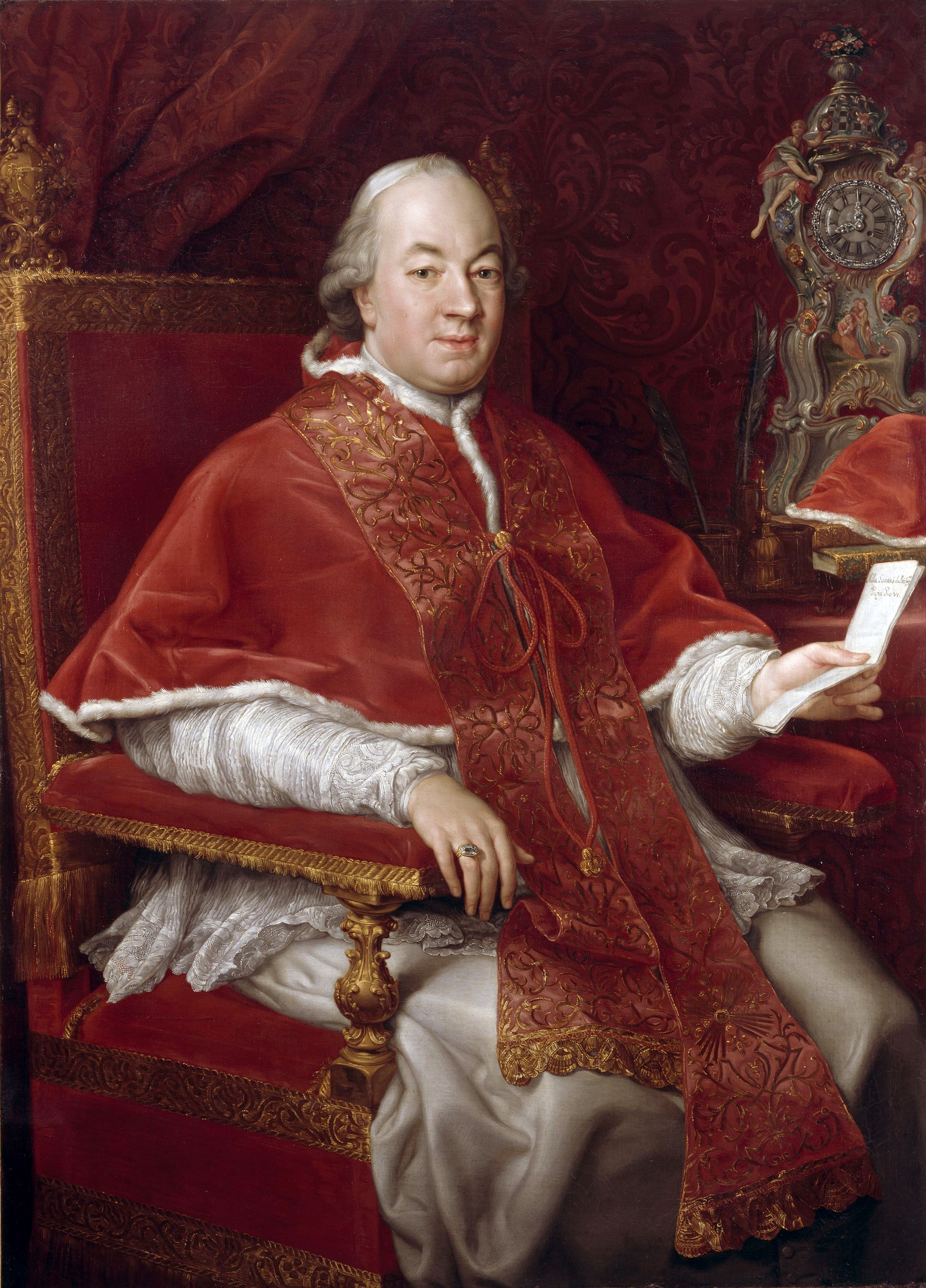
Пий V 1775-1799 Папа Римский